# Russula ruberrima
Russula ruberrima är en svampart som beskrevs av Romagn. 1950. Russula ruberrima ingår i släktet kremlor och familjen kremlor och riskor.   Inga underarter finns listade i Catalogue of Life.